# Sten-Ove Ramberg
Sten-Ove Ramberg (* 20. November 1955) ist ein ehemaliger schwedischer Fußball- und Bandyspieler.

## Laufbahn
Ramberg spielte in der Jugend für IF Brommapojkarna. 1978 wechselte er zu Hammarby IF. Für den Verein war er bis 1989 aktiv und bestritt 225 Spiele in der Allsvenskan. Anschließend war er 1990 bis 1993 Spieltrainer in Bromsten, ehe er als Assistenztrainer zu IF Brommapojkarna zurückkehrte. 1998 bis 2000 war er Cheftrainer in Bromsten.
Ramberg bestritt 27 Länderspiele für Schweden. Er gehörte zu jener Mannschaft, die bei der Qualifikation zur Europameisterschaft 1984 im Stadio San Paolo 3:0 beim seinerzeit amtierenden Weltmeister Italien gewann. Am Ende der Qualifikation konnte man sich zwar vor Italien und der Tschechoslowakei platzieren, wurde aber hinter Rumänien nur Zweiter. Somit blieb Ramberg die Teilnahme an einem großen Turnier versagt.
Ramberg spielte für Hammarby IF zudem Bandy. Er wurde zwei Mal in die schwedische Bandynationalmannschaft berufen.
| Personendaten    | Personendaten               |
| ---------------- | --------------------------- |
| NAME             | Ramberg, Sten-Ove           |
| KURZBESCHREIBUNG | schwedischer Fußballspieler |
| GEBURTSDATUM     | 20. November 1955           |